# BloodRayne: The Third Reich
BloodRayne: The Third Reich è un film del 2011 diretto da Uwe Boll.
Film direct-to-video, terzo di una serie di pellicole, tutte dirette da Uwe Boll, che comprende anche BloodRayne (2005) e BloodRayne 2 (2007), film basati sull'omonimo videogioco.

## Trama
Rayne si unisce ad un gruppo per combattere contro i nazisti della Seconda guerra mondiale, incontrando Ekart Brand, un leader nazista che ha come obiettivo di iniettare ad Adolf Hitler il sangue di Rayne.